# Sololá (ville)
Pour les articles homonymes, voir Sololá (homonymie).
Sololá (de son nom pré-colombien T'zol'joly'a) est une ville et une municipalité du Guatemala, chef-lieu du département montagneux de Sololá. L'agglomération regroupe également les communes de Los Encuentros, El Tablón, San Jorge la Laguna, et Argueta.
La ville est située à plus de 2000 mètres sur le versant d'une montagne donnant sur le lac Atitlán.
Fondée en 1547 par les espagnols, Sololá est toujours forte des couleurs des habits traditionnels qui y sont toujours portés.

## Histoire
La ville a été fondée en 1547 par les Espagnols. Elle regroupait la majorité des indigènes qui avaient dû quitter leurs villages parce que les conquistadors les avaient brûlés.
En 2023, Cándida González Chipir a été élue à la mairie de San Pedro La Laguna, localité du département de Sololá. Elle devient ainsi la première femme maya à occuper cette fonction en Amérique centrale.

## Description
À 9 km de Panajachel, Sololá est un faubourg de 25 000 habitants situé à 2 060 m d'altitude dans le département montagneux de Sololá, près du célèbre lac Atitlán. Chef-lieu du département de Sololá, la ville est située dans le haut d'une falaise avec vue sur le lac. La localité se trouve à mi-chemin entre l'Altiplano et la côte du Pacifique, lieu de rencontre des terres froides et des terres chaudes.

## Tourisme
L'église, le monument de l'Amérique Centrale et les marchés hebdomadaires du mardi et vendredi sont des attractions fréquentées des touristes.
Cet endroit sert aussi de point de départ pour des marches afin de se rendre à Santa Cruz, au bord du lac.
La bourgade fabrique des chandelles, meubles de bois, tissus de coton et de laine, travaille le cuir, des paniers tressés et la céramique.
Le dimanche matin, des processions de cofradías qui se rendent à la messe.